# Radícula

Diagrama

La radícula es un órgano en desarrollo del embrión de las plantas superiores. La radícula es la primera parte de una plántula que emerge de la semilla durante el proceso de germinación, es por tanto, la raíz embrionaria de la planta y crece hacia abajo en el suelo. Encima de la radícula está el tallo embrionario o hipocótilo, que sostiene al cotiledón.